# Madame de Maux
Jeanne-Catherine de Maux, née Jeanne-Catherine Quinault le 16 décembre 1725 à Paris et morte dans la même ville le 11 mai 1812, mieux connue sous le nom de Madame de Maux ou Mme de Maux, est une personnalité française du XVIIIe siècle, liée avec Denis Diderot avec qui elle correspond, et amie de Louise d'Épinay.

## Biographie
Jeanne-Catherine Quinault est la fille naturelle de l'acteur Quinault-Dufresne et de la comédienne Catherine-Marie-Jeanne Dupré Deseine, dite Mlle de Seine,, tous deux sociétaires de la Comédie-Française ; elle naît à Paris le 16 décembre 1725 dans la paroisse de Saint-Sulpice. Ses parents se marient l'année suivante en 1726. Elle est la nièce de la comédienne et salonnière Jeanne-Françoise Quinault
Elle est dite madame de Maux, du nom de son mari : en 1737, âgée de douze ans, elle épouse François Alixand de Maux (1714-1806), avocat au Parlement de Paris, d'une famille bourgeoise originaire de Nevers ; leur fille Cécile Adélaïde épouse en 1766 un gentilhomme nivernais, Claude François Leroy de Prunevaux.
Jeanne-Catherine de Maux devient l'amante d'Étienne Noël D'Amilaville, un ami de Denis Diderot ; quelque temps après la mort de Damilaville en décembre 1768, elle devient l'amante de Diderot ; de mai à août 1770, elle séjourne avec sa fille, madame de Prunevaux, malade, à Bourbonne pour y prendre les eaux et y retrouve Diderot ; elle y rencontre un homme plus jeune, M. de Foissy, de la suite du duc de Chartres, et quitte Diderot,,. Si leur relation amoureuse prend fin, Mme de Maux et Diderot restèrent amis.
De nombreuses lettres que lui a écrites Diderot, certaines avec un contenu scientifique et philosophique, ont été conservées. Diderot a commencé à écrire Sur les femmes peu après la fin de sa relation amoureuse avec Mme de Maux,,. Selon Arthur M. Wilson, la relation amoureuse avec Mme de Maux a conduit Diderot à publier certains de ses meilleurs écrits sur l'amour, le sexe et la sexualité,.
La comédie de Diderot Est-il bon ? Est-il méchant ? lui est dédiée et se déroule « dans la maison de Madame de Malves » ; celle-ci apparaît au dernier acte dans un rôle muet ; madame de Malves peut être identifiée à madame de Maux.
Mme de Maux est connue pour avoir été une amie de Mme d'Épinay.
Elle meurt à Paris le 11 mai 1812.